# Étoile (film)
Étoile, ook bekend als Ballet, is een Italiaanse film uit 1989 van regisseur Peter Del Monte met Jennifer Connelly en Gary McCleery in de hoofdrol.

## Verhaal
De jonge Amerikaanse ballerina Claire Hamilton gaat in Boedapest een cursus volgen aan een beroemde balletschool. Geleidelijk gaat ze zich identificeren met een beroemde ballerina die honderd jaar eerder leefde. De student Jason, die ook in Hongarije is met zijn oom, valt voor Claire en probeert uit te vinden wat er met haar gebeurd is, nadat zij zich steeds vreemder is gaan gedragen, en het mysterie rondom de balletschool op te lossen.

## Rolverdeling
| Acteur            | Personage                                  |
| ----------------- | ------------------------------------------ |
| Jennifer Connelly | Claire Hamilton / Natalie Horvath          |
| Gary McCleery     | Jason Forrest                              |
| Laurent Terzieff  | Marius Balakin                             |
| Charles Durning   | Oom Joshua                                 |
| Olimpia Carlisi   | De Madame                                  |
| Donald Hodson     | Karl (Marius' bediende) (als Donal Hodson) |
| Mario Marozzi     | Balletdanser                               |